# Leonard Tremeer
Leonard Francis „Jimmy” Tremeer (ur. 1 sierpnia 1874 w Barnstaple, zm. 29 października 1951 w Guildford) – angielski lekkoatleta specjalizujący się w biegach sprinterskich i płotkarskich, uczestnik letnich igrzysk olimpijskich w Londynie (1908), brązowy medalista olimpijski w biegu na 400 metrów przez płotki.
Wielokrotnie startował w lekkoatletycznych mistrzostwach Wielkiej Brytanii, trzykrotnie (w latach 1902, 1903, 1904) zdobywając srebrne medale w biegu na 220 jardów. W 1906 r. wyrównał ówczesny rekord świata w biegu na 100 metrów (z czasem 10,8) oraz ustanowił rekord Wielkiej Brytanii w biegu na 400 metrów przez płotki. W 1908 r. reprezentował barwy Wielkiej Brytanii na letnich igrzyskach olimpijskich w Londynie, zdobywając brązowy medal w biegu na 400 metrów przez płotki. Startował również w konkurencji rzutu oszczepem, odpadając w eliminacjach.
Rekordy życiowe:
- bieg na 100 metrów – 10,8 – Bruksela 21/07/1906
- bieg na 200 metrów – 22,9 – Londyn 30/05/1903
- bieg na 400 metrów przez płotki – 57,0 – Londyn 22/07/1908